# Triệu Phát
Triệu Phát là một doanh nhân người Mỹ gốc Việt nổi tiếng ở Nam California. Anh sinh ra ở Hải Phòng, Việt Nam, có cha là người Trung Quốc và mẹ là người Việt Nam  Gia đình anh là người miền Bắc Việt Nam nhưng chuyển đến Đà Nẵng khi đất nước bị chia cắt thành cộng sản Bắc Việt và thân Mỹ và tư bản miền Nam Việt Nam năm 1954.
Triệu trốn khỏi Việt Nam vào năm 1975 và đến Hoa Kỳ; ông theo học các lớp bất động sản tại trường Cao đẳng Cộng đồng Coastline ở Westminster, California, và tiếp tục thành lập Bridgecreek Development, nhà phát triển bất động sản lớn nhất tại khu vực Little Saigon của người Mỹ gốc Việt ở Quận Cam, California. Ông đã phát triển và hiện đang sở hữu Trung tâm mua sắm Asian Garden rất nổi tiếng trên Đại lộ Bolsa, nơi có rất nhiều cửa hàng Việt Nam. Ngoài các hoạt động kinh doanh của mình, Jao còn phục vụ trong nhiều lĩnh vực phi lợi nhuận khác nhau. Năm 2005, ông được George W. Bush bổ nhiệm làm người đứng đầu Quỹ Giáo dục Việt Nam nhằm cải thiện mối quan hệ giữa Hoa Kỳ và Việt Nam. Trung tâm Le-Jao tại trường cao đẳng cộng đồng Coastline, trường cũ của anh, được đặt tên để ghi nhận sự đóng góp của Triệu và Chieu Le, doanh nhân và chủ sở hữu của chuỗi Lee's Sandwiches ở California.